# Athanasios Pajumas
Athanasios Pajumas –en griego, Αθανάσιος Παχούμας– (Salónica, 21 de febrero de 1966) es un deportista griego que compitió en vela en la clase 49er. Ganó una medalla de plata en el Campeonato Mundial de 49er de 2006.

## Palmarés internacional
| \| Campeonato Mundial \| Campeonato Mundial \| Campeonato Mundial \| Campeonato Mundial \| \| Año \| Lugar \| Medalla \| Clase \| \| ------------------ \| ----------------------- \| ------------------ \| ------------------ \| \| 2006 \| Aix-les-Bains (Francia) \| Medalla de plata \| 49er \| |                         |                  |       |
| Campeonato Mundial |                         |                  |       |
| Año | Lugar                   | Medalla          | Clase |
| 2006 | Aix-les-Bains (Francia) | Medalla de plata | 49er  |